# 伊內烏
伊內烏是羅馬尼亞的城鎮，位於該國西部外西凡尼亞，距離首府阿拉德57公里，由阿拉德縣負責管轄，面積116.6平方公里，海拔高度111米，2012年人口9,437。

## 友好城市
- 法國 勒泽